# FC Z

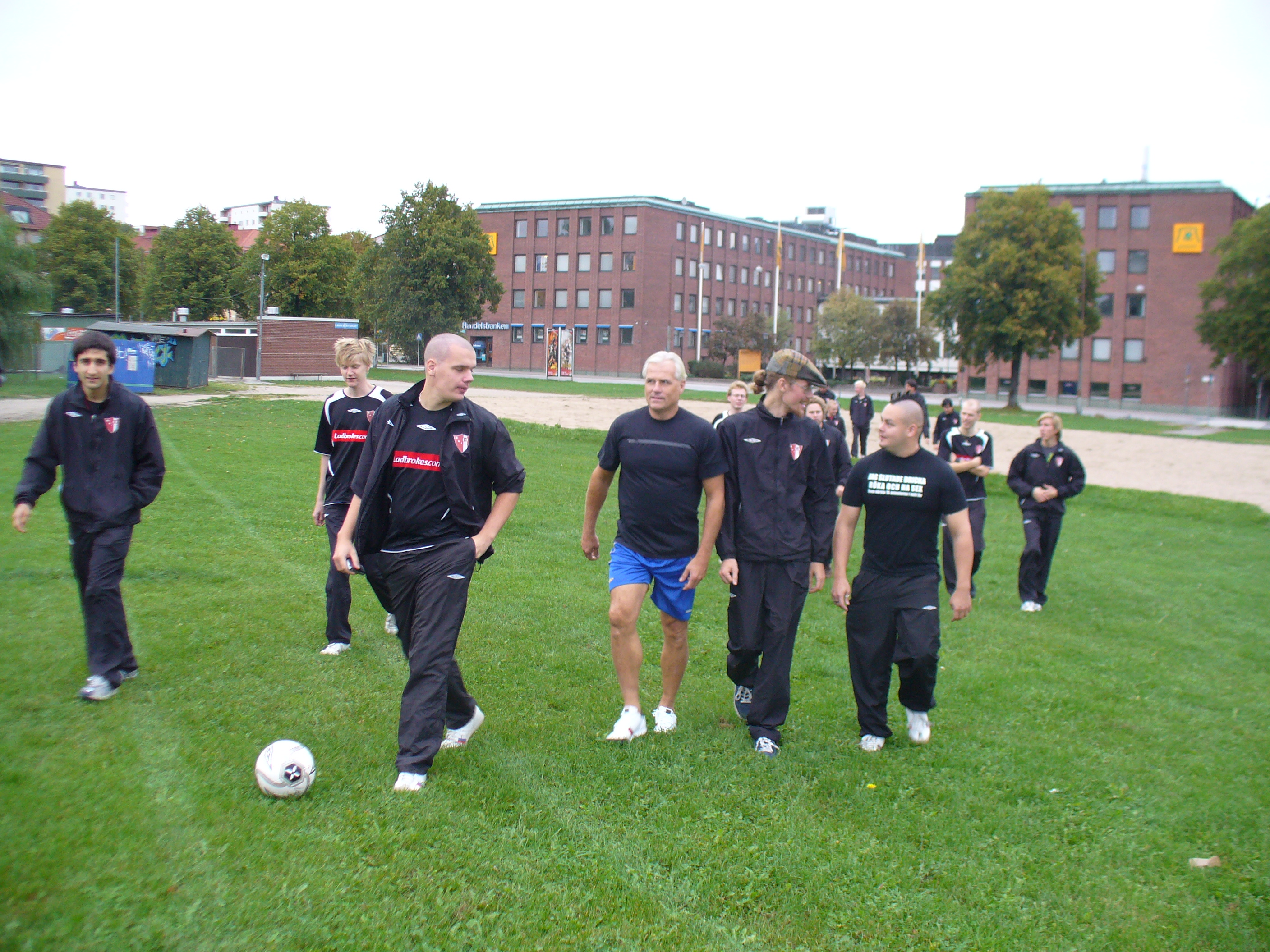
FCZ på väg till träning med Glenn Hysén.

FC Z var en reality-TV-serie som producerades i två säsonger av Nordisk Film och sändes på de svenska TV-kanalerna ZTV och TV3 under hösten 2005. Säsong 2 sändes på TV6 under hösten 2006 och under våren 2007.

## TV-serien
Programmet handlar om ett fotbollslag bestående av 15 killar mellan 18 och 31 år, som inte har spelat fotboll tidigare. Deras tränare är Glenn Hysén och Richard Lidberg. Lagets hemmaarena är Hammarby IP, även känd som Kanalplan, i Stockholm. Första säsongen tränade de inför en match mot Djurgården på Stockholms Stadion, som spelades den 21 augusti efter Djurgårdens match mot Kalmar FF. I säsong 2 får FC Z revansch mot sina danska motsvarigheter i FC Zulu i sin finalmatch på Stockholms Stadion.
Under de två säsongerna fick de spela mot flera olika lag, möta ett antal kända och okända gästtränare och prova på många aktiviteter.
Programformatet (som kallas FC Nerds) utvecklades av Nordisk Film och tidigare har implementerats i Danmark under namnet FC Zulu där slutmatchen mot FC Köpenhamn sågs av över en halv miljon tittare. Formatet vann flera danska TV-priser och nominerades till en Emmy Award i klassen non-scripted entertainment. Det spelades in i tretton länder under 2005. Förutom ZTV i Sverige så har TV-kanaler i bland annat Norge, Tyskland, Portugal, Nederländerna, Belgien, Storbritannien, Brasilien, Island, Australien, Finland och Indien köpt formatet.
De flesta kritiker i massmedia anser att FC Z är enastående underhållning och ett nyskapande avbrott från dokusåporna. Programmet har vunnit de flesta utmärkelser som finns i svensk TV, och fått en spinoff i HCZ, och inspirerat till liknande program i konkurrerande kanaler som Matchen, Naturnollorna, Elixir och Let's Golf. Det har även analyserats i en magisteruppsats vid Linköpings universitet.
FC Z fick priset för Årets reality av Kristallen 2006.
FC Nörd är en återvinning av programkonceptet som sändes i TV12 2016.

## Säsong 1

### Sändningar
Den första säsongen sändes på ZTV med premiär den 23 september 2005. Avsnitt 1 och 2 gick på TV3 den 3 oktober. Samtliga avsnitt gick i repris i TV3 med premiär den 12 december. De gick också en reprisomgång på TV6 under våren och försommaren 2006. Den andra säsongen av FC Z hade säsongspremiär den 1 oktober 2006 i TV6 och gick i repris varje helgmorgon med start den 10 februari 2007. Den 20 september 2006 släpptes säsong 1 på DVD. Säsong 1 går i repris än en gång i TV6 under våren 2007.
Säsong 1 har även visats i den isländska kanalen Stöð 2 Sport under våren 2006. Island har nu ett eget FCZ, KF Nörd.

### Spelare

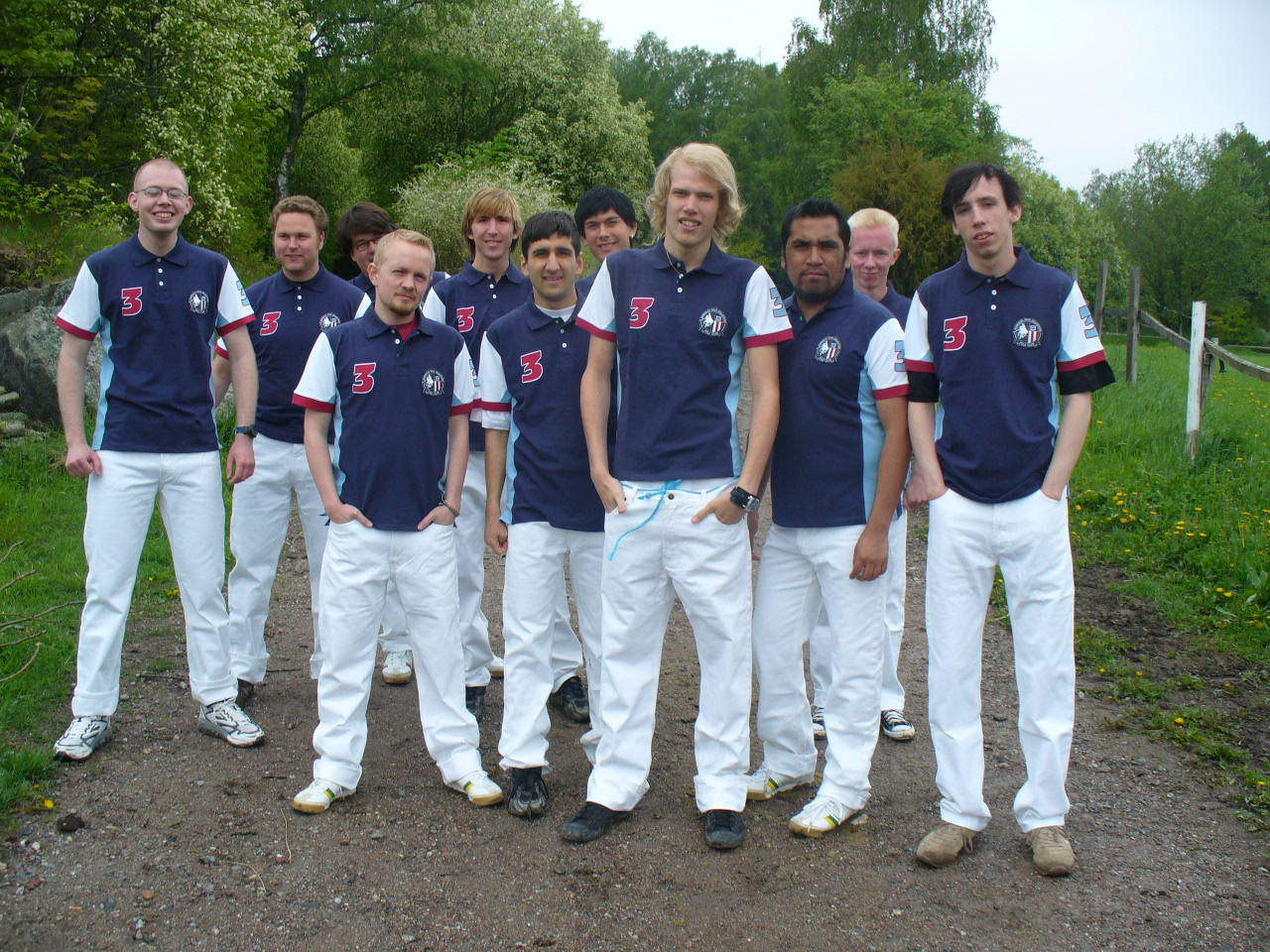
FCZ provar på hästpolo.

| Nr | Land    | Pos | Namn             |
| -- | ------- | --- | ---------------- |
| 1  | Sverige | MV  | Daniel Stjernlöf |
| 3  | Sverige |     | Anders Hjelmberg |
| 4  | Sverige |     | Joachim Almquist |
| 6  | Sverige |     | Felix Gottvall   |
| 8  | Sverige |     | Farhad Rouhani   |
| 11 | Sverige |     | Robin Wiksander  |
| 13 | Sverige |     | Niklas Öjman     |

| Nr | Land    | Pos | Namn                 |
| -- | ------- | --- | -------------------- |
| 15 | Sverige |     | Joakim Dahlin        |
| 16 | Sverige |     | Per-Olof Johansson   |
| 18 | Sverige |     | Andreas Andersson    |
| 19 | Sverige |     | Johan Mickels        |
| 20 | Sverige |     | Per Svensson         |
| 21 | Sverige |     | Tore Kullgren        |
| 23 | Finland |     | Matti Haapamäki      |
| 32 | Sverige |     | Kristoffer Andersson |

### Handling
Spelarna börjar med ett fystest på Bosön. Direkt efter den första träningen spelar de sin första match. Efter en vecka följer ett teambuildingläger på Värmdö och ännu en match.

### Motståndare
Motståndare i den ordning som de visas i programserien:
- Hammarby F91: 0-6, 1-3
- Kontra STHLM: 0-4
- ZTV-profiler: 1-4
- Djurgårdens IF FF:s pensionärslag: 0-5
- Catolica 0-14
- Morris Grabbar
- FC Söderhamn
- Anstalten Beateberg: 2-9
- Dramaten: 0-5
- FC Zulu: 0-6
- Djurgårdens IF: 2-7

Matcher som inte visas i programserien:
- FC Z - Tufte IL (1-0)
- FC Z - Aftonbladet - "BK Nöjesliv" (2-2)
- FC Z - HC Z Fotboll (1-2)
- FC Z - HC Z Ishockey (1-10)

### Kända gäster
- Avspark-panelen med bland andra Tomas Nordahl
- Avsnitt 2: Thomas Ravelli som målvaktstränare
- Avsnitt 4: Paolo Roberto som boxningstränare
- Avsnitt 5: Martin Lidberg, Jimmy Samuelsson som brottningstränare och Sara Begner som näringsterapeut
- Avsnitt 6: Peter Antoine som gästtränare
- Avsnitt 7: Bingo Rimér som fotograf
- Avsnitt 8: Erik Johansson för Sambafotbollsskola och Ralf Edström som nicktränare
- Avsnitt 9: Shan Atci som målgesttränare, Anders Linderoth som djurgårdsexpert, Victoria Svensson som gästtränare och Ola Andersson som teoritränare
- Avsnitt 10: Thomas Bodström som "förstärkning" mot Djurgården (med bland andra Tobias Hysén)

## Säsong 2

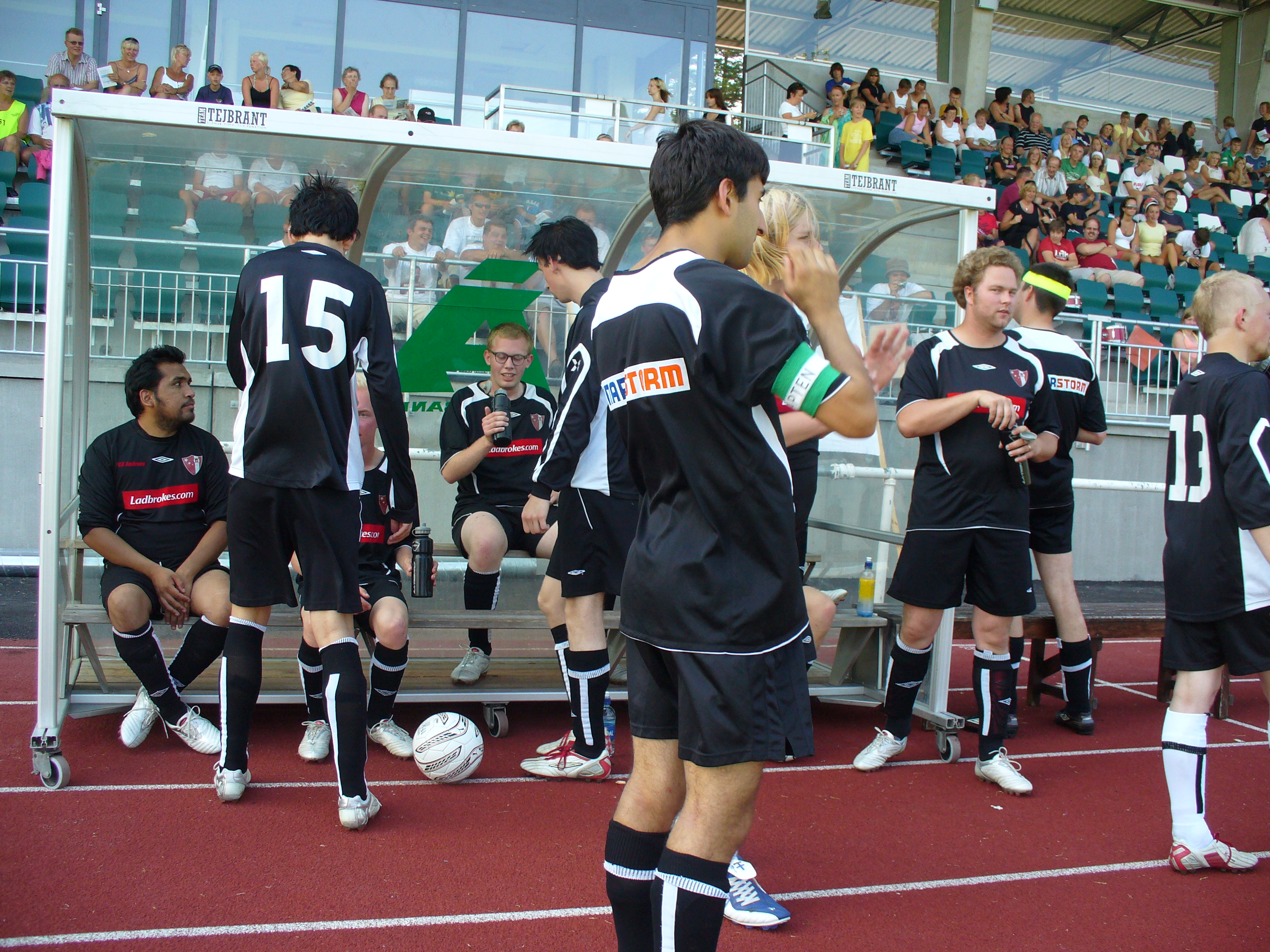
FCZ i halvtid under bortamatch mot IFK Mariehamn.

Den andra säsongen är FCZ:s mål att få revansch mot FC Zulu.
Spelarna har ett pressat schema och hinner prova på många olika aktiviteter, som paintball och fallskärmshoppning. De får också jobba själva med att utveckla programmet, genom att värva en till spelare, producera en spexföreställning och skräckfilmen En efter en, och sätta ihop ett damlag. Keizo Matsubaras imitation av Ernst-Hugo Järegård under denna säsong blev anmäld till Justitiekanslern för hets mot folkgrupp.

### Spelare
| Nr | Land    | Pos | Namn |
| -- | ------- | --- | --- |
| 1  | Sverige | MV  | Daniel Stjernlöf |
| 2  | Sverige |     | Fredrik Lundebring (Nyförvärv. Intressen: Väckarur, att bli busschaufför)                                            |
| 3  | Sverige |     | Anders Hjelmberg |
| 4  | Sverige |     | Joachim Almquist (Kapten)                                                                                            |
| 5  | Sverige |     | Keizo Matsubara (Värvad från HCZ. Intressen: Fysik, vetenskapsteori, Star Wars, rollspel. Doktor i teoretisk fysik.) |
| 6  | Sverige |     | Felix Gottvall |
| 8  | Sverige |     | Farhad Rouhani (Intresse: Schack)                                                                                    |
| 10 | Sverige |     | Joakim "Britney" Söderberg (Värvad från HCZ. Intresse: Britney Spears)                                               |

| Nr | Land    | Pos | Namn                                                                        |
| -- | ------- | --- | --------------------------------------------------------------------------- |
| 11 | Sverige |     | Robin Wiksander                                                             |
| 13 | Sverige |     | Niklas Öjman                                                                |
| 14 | Sverige |     | Henning Larsson (Nyförvärv. Intressen: Fäktning, Star Wars)                 |
| 15 | Sverige |     | Joakim Dahlin                                                               |
| 16 | Sverige |     | Erik Tengstrand (Värvad under avsnitt 2. Intressen: Kemi, studentoveraller) |
| 18 | Sverige |     | Andreas Andersson                                                           |
| 19 | Sverige |     | Johan Mickels                                                               |
| 21 | Sverige |     | Tore Kullgren                                                               |

### Motståndare
Motståndare i den ordning som de visas i programserien:
- Artister för livet: 2-5
- Hammarby F91: 1-2
- Konyaspor: 4-12
- BK Nöjesliv: 1-5
- FCZ:s föräldrar: 3-0
- FCZ - Tjej: 7-0
- Grunden BOIS: 1-0
- Carlos vänner: 2-14
- HCZ: 2-0
- FC Zulu: 3-0

### Kända gäster

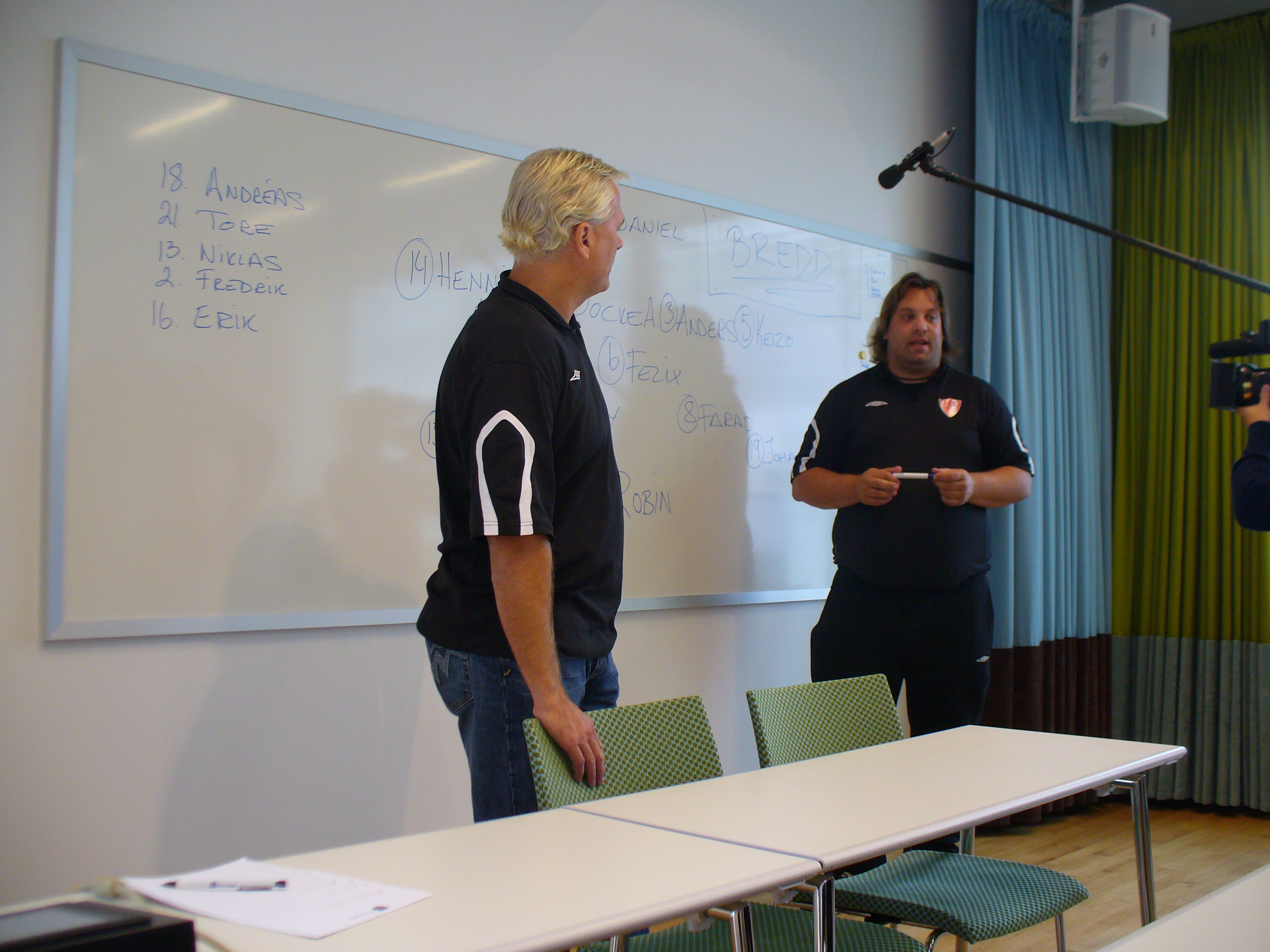
Glenn och Richard går igenom laguppställningen för finalen.

- Avsnitt 1: Carl Mar Møller, och bland andra: Linda Bengtzing, Staffan Hellstrand, Motörhead-trummisen Mikkey Dee och Thomas Ravelli.
- Avsnitt 2: Victoria Svensson.
- Avsnitt 3: Zlatan Ibrahimović, Cecilia Nordenstam
- Avsnitt 4: Fredrik Virtanen, Jan Olov Andersson, Susanne Nylén
- Avsnitt 5: Ulf Larsson
- Avsnitt 6: Sara Vienberg
- Avsnitt 7: Ann Westin, Thomas Ravelli
- Avsnitt 8: Malin Ewerlöf Krepp, Tobias Linderoth
- Avsnitt 9: Peter Antoine, Erik Johansson, Paulinho Guará
- Avsnitt 10: Ola Andersson, Tina Nordlund

### Visningar
Säsong 2 visades söndagar klockan 20 på TV6 med premiär 1 oktober och fick goda tittarsiffror. Serien gick i repris med start 10 februari.

## Säsong 3
Under 2007 har FCZ bland annat mött KF Nörd på Island. Matchen visades i isländsk TV.

## Utmärkelser
- Café: Årets TV-program 2005
- Nöjesguidens pris 2005: Årets TV

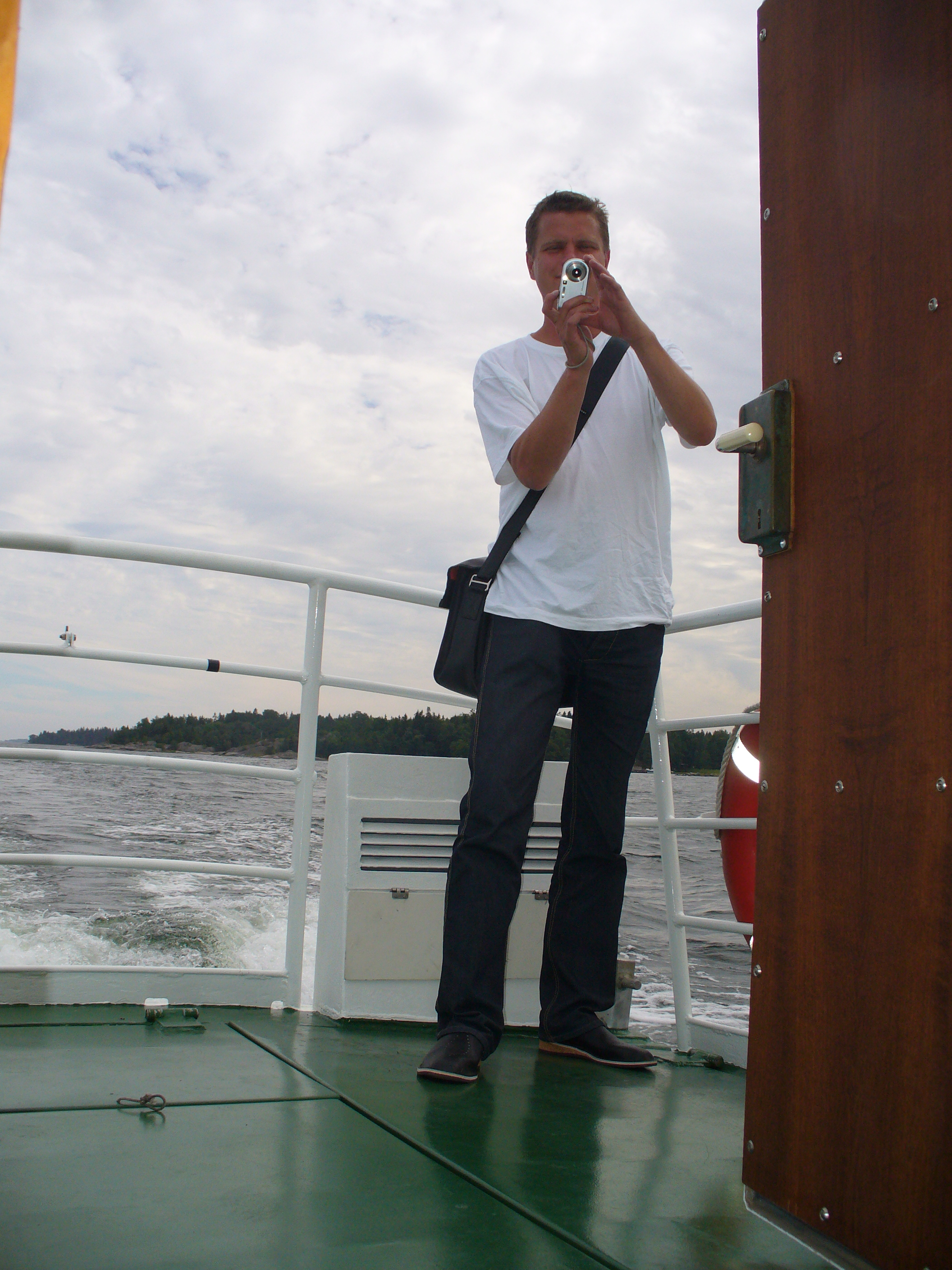
Anders Wistbacka, producent för FCZ.

- Aftonbladets TV-pris 2005: Bästa dokusåpa. Även nominerat som bästa program och idrottsprofil (Glenn Hysén).
- Aftonbladet utnämnde FC Z till en av de fem största sport-, kultur- OCH nöjeshändelserna under 2005.
- Helsingborgs Dagblad utnämnde FC Z till årets TV-händelse 2005.[7]
- Kristallen 2006: Årets realityprogram. Nominerat till årets program.
- Aftonbladets TV-pris 2006: Nominerat till årets dokusåpa.

### Utmärkelser som FC Z delat ut
- Rockbjörnen 2005 till bästa kvinnliga artist (Laleh)
- P3 Guld 2005 till bästa grupp (Kent)
- Diplom för säsongen 2006 till AIK Fotbolls Freja Egebrand

## FC Z-spelarna i andra sammanhang
Flera av FC Z-spelarna har varit med i andra sammanhang i TV och radio:
- Johan Mickels har spelat värnpliktig i ett avsnitt av TV-serien Kommissionen.[8]
- FC Z:s assisterande tränare Richard Lidberg spelade monstret Bunnyman i filmen Camp Slaughter.
- FC Z:s fotograf Tony Öien är också med i SVT-programmet Raggadish.
- Felix Gottvall har suttit med i SVT:s schlagerpanel under den svenska finalen 2006. Han var även artistansvarig för den svenska uttagningen av Junior Eurovision Song Contest 2006.
- Tore Kullgren har varit reporter för Studio F1 med Carolina Gynning och bland annat intervjuat David Coulthard, Anja Pärson och George Lucas. Han har också ett fiktivt caféprogram, Studio Tore, och ett eget kapitel i citatboken Dumt sagt av dokusåpakändisar.
- Matti Haapamäki har varit en återkommande gäst i Sisuradio och även statist i humorserien Grotesco.[9]

Flera av spelarna har också medverkat i TV- och radioreklam.